# Herman Heijermans
Herman Heijermans (Rotterdam, 3 december 1864 – Zandvoort, 22 november 1924) was een Nederlandse schrijver van toneelstukken, romans en korte verhalen (Falklandjes, ontleend aan zijn pseudoniem Samuel Falkland). Hij geldt als de belangrijkste Nederlandstalige toneelschrijver sinds Joost van den Vondel.

## Levensloop

### Vroege carrière
Herman Heijermans werd geboren op 3 december 1864 in Rotterdam als vierde van elf kinderen in een liberaal joods gezin. Zijn vader, Herman Heijermans sr., was journalist; een onzeker beroep met weinig financiële stabiliteit. Verschillende familieleden zouden later bekend worden in de kunstwereld, waaronder zijn zus Marie Heijermans (beeldend kunstenares), zijn zus Ida Heijermans (kinderboekenschrijfster) en zijn broer Louis Heijermans (sociaal geneeskundige).
Heijermans volgde de lagere school en de Hogereburgerschool (HBS) in Rotterdam. Hoewel zijn interesse voornamelijk uitging naar de journalistiek en literatuur, moest hij van zijn ouders na zijn eindexamen de handel in. Zijn commerciële ondernemingen waren niet succesvol en in 1888 moest zijn vader een faillissement voorkomen. Het mislukken van zijn zaken had grote persoonlijke gevolgen; zijn verloofde verbrak de verloving vanwege zijn financiële situatie.
In 1891 begon Heijermans korte schetsen te schrijven voor Het Zondagsblad, waar zijn vader redacteur was. De schetsen waren sociaal-realistisch van aard en behandelden vaak de misstanden die Heijermans om zich heen zag. In 1892 besloot hij het zakenleven definitief de rug toe te keren en verhuisde hij naar Amsterdam. Zijn eerste novelle, 'n Jodenstreek?, werd in 1892 gepubliceerd in De Gids.

### Doorbraak
In 1893 begon Heijermans als toneelrecensent bij de net opgerichte krant De Telegraaf. Hij schreef felle kritieken en creëerde daarmee al snel veel vijanden. Zijn eerste toneelstuk, Dora Kremer, geïnspireerd door Henrik Ibsens Een poppenhuis, werd op 25 april 1893 opgevoerd in de Groote Schouwburg van Rotterdam. De voorstelling werd echter uitgefloten en afgekeurd door de critici. Geprikkeld door deze mislukking bedacht Heijermans een van de meest gedurfde trucs uit de Nederlandse toneelgeschiedenis. Nog datzelfde jaar ging Ahasverus in première, een eenakter over  de pogroms van de jaren 1880 in Rusland. Hij presenteerde het stuk onder het pseudoniem 'Ivan Jelakowitch', zogenaamd een gevluchte Russische Jood die in 1892 in Londen zou zijn gestorven. De première in Amsterdam was een groot succes en het stuk werd enthousiast ontvangen. Enkele weken later onthulde Heijermans in een artikel in De Telegraaf zijn ware identiteit. Hij bekritiseerde het publiek en de critici voor hun vooringenomenheid door te stellen dat origineel Nederlands werk werd aangevallen, terwijl iets dat als buitenlands werd gepresenteerd automatisch bewondering ontving.
In zijn eerste jaren in Amsterdam werd Heijermans verliefd op de cabaretzangeres Marie Sophia Peers. Zij was op haar zeventiende getrouwd met een Amsterdamse diamantslijper, maar haar man was naar Amerika vertrokken, waardoor zij achterbleef in armoede met hun twee kleine kinderen. Heijermans haalde haar over om bij hem te komen wonen en behandelde haar als zijn vrouw, wat uiteindelijk leidde tot een huwelijk. Hun geluk werd echter overschaduwd door de kleingeestigheid van hun buren. Heijermans verwerkte de ervaringen uit deze vroege jaren in de sterk autobiografische roman Kamertjeszonde, geschreven in 1896 onder het pseudoniem Koos Habbema. Het boek diende als een verdediging van de essentiële zuiverheid van vrije liefde, tegenover de bekrompen huwelijksmoraal van de burgerlijke maatschappij. Hun dochter Hermine Heijermans (1902-1983) zou later naam maken als publiciste; zij schreef onder meer Mijn vader Herman Heijermans, leven naast roem (1973) en het boekenweekgeschenk Snikken en Smartlapjes (1976).

### Socialistische beweging
In 1895 werd Heijermans lid van de Sociaal-Democratische Arbeiderspartij en werd actief in de socialistische beweging. Hij schreef voor de SDAP een aantal gelegenheidsstukken, waaronder Puntje (1898). Ook richtte hij een eigen tijdschrift op, De Jonge Gids (1897-1901), waarvan veel bijdragen door hemzelf geschreven werden onder meer dan tien pseudoniemen. Toch wist hij nooit volledig aansluiting te vinden bij de dominante socialistische kringen van zijn tijd.
Deze kloof werd vooral duidelijk tijdens de mislukte fusiepoging tussen De Jonge Gids en De Nieuwe Tijd rond 1900. De onderhandelingen stuitten op fundamentele meningsverschillen. Heijermans meende dat kritische, intellectuele literatuur zoals die in De Nieuwe Tijd verscheen, voor arbeiders ongeschikt was. Na het mislukken van de fusiepoging, uitte Nieuwe Tijd-redacteur Herman Gorter scherpe kritiek op Heijermans' literair werk en schrijfstijl. Deze kritiek raakte Heijermans diep. In een fel antwoord noemde hij Gorters aanval een 'onware aanval' en een 'driedubbel-verrot-burgerlijke-methode'. Heijermans zette zijn werk aan De Jonge Gids voort tot februari 1902, maar door gebrek aan steun van binnen en buiten de partij moest hij het tijdschrift opgeven. Hij richtte zich voortaan op zijn toneelwerk, waarin hij zijn sociale bewogenheid op een andere manier vormgaf.

### Toneelcarrière
Vanaf 1898 kwamen er regelmatig stukken van Heijermans op het toneel, haast altijd gespeeld door de NV De Nederlandsche Tooneelvereeniging en vaak met actrice Esther de Boer-van Rijk in de hoofdrol. Voorbeelden zijn Ghetto (1898), over de bedompte, orthodox-joodse sfeer van voddenkooplieden, en Glück auf! (1911) over de gruwelijke ramp in de mijn Radbod in Westfalen. Op hoop van zegen (1900), een aanklacht tegen de uitbuiting van zeevissers, werd het populairste stuk van Heijermans en verspreidde zijn faam ver buiten de landsgrenzen naar landen over de hele wereld. In eigen land wakkerde het stuk een campagne aan voor strengere regelgeving en verplichte inspecties van schepen die als onveilig werden beschouwd. Deze publieke druk leidde uiteindelijk tot de invoering van de Schepenwet van 1909, een belangrijke mijlpaal in de Nederlandse maritieme wetgeving die de veiligheid van schepen en hun bemanning moest verbeteren. Ook andere werken van Heijermans hadden maatschappelijke impact. Zijn roman Diamantstad (1904), waarin hij de erbarmelijke omstandigheden in de krottenwijk van de Amsterdamse Jodenbuurt beschreef, droeg bij aan de bewustwording over de sociale problematiek in deze wijk en stimuleerde enkele jaren later de aanzet tot sanering. Veel van Heijermans' toneelstukken en romans zijn protesten tegen maatschappelijke misère en misstanden.

### Berlijnse jaren
In 1908 verhuisde Heijermans naar Berlijn, waar zijn toneelstukken vaak werden opgevoerd. Omdat Nederland zich pas in 1911 aansloot bij de Berner Conventie, werd zijn werk in het buitenland vaak zonder betaling opgevoerd. Door zich in Duitsland te vestigen, probeerde hij zijn inkomsten te verbeteren. In 1911 verving hij de Berlijnse correspondent van De Telegraaf, daarnaast bleef hij toneelstukken en romans (zoals Duczika) schrijven. Zijn Falkland-schetsen verschenen, behalve in het Algemeen Handelsblad, in deze jaren ook in het Berliner Tageblatt.
Zijn artikel 24 Stunden in der Irrenanstalt veroorzaakte veel opschudding door zijn aanklacht tegen de slechte omstandigheden in Berlijnse instellingen voor geesteszieken. Er gingen stemmen op om Heijermans als ongewenste vreemdeling uit te wijzen, maar dat gebeurde niet. Pas in de zomer van 1912 besloot hij naar zijn eigen land terug te keren, ook omdat Nederland zich had aangesloten bij de Berner conventie en ook voor Heijermans auteurs- en opvoeringsrechten gewaarborgd waren.

### Terugkeer naar Nederland
Terug in Nederland richtte Heijermans de NV Tooneelvereeniging op, omdat de NTV failliet was gegaan. Ook deze toneelvereniging zou failliet gaan, zij het pas in 1922. Heijermans nam zelf de schuld over en voorkwam zo een officieel faillissement. Nog intensiever dan de voorgaande tien jaren probeerde Heijermans tevergeefs door artikelen, verhalen en feuilletons te schrijven meer geld te verdienen. Begin jaren twintig was Heijermans korte tijd directeur van Theater Carré.
In 1918 hertrouwde Heijermans met toneelspeelster Annie Jurgens (1889-1973). Met haar kreeg hij een dochter, Marjolein, en een zoon.

### Overlijden en begrafenis
Herman Heijermans overleed in 1924 op 59-jarige leeftijd in zijn huis in Zandvoort aan de gevolgen van keelkanker. Zijn begrafenis, georganiseerd door de SDAP, vond plaats in Amsterdam. Illustratief voor zijn populariteit is het grote aantal belangstellenden langs de route van de lijkkoets van Zandvoort naar Amsterdam: de mensen stonden rijen dik.
Er bestaan filmbeelden van Heijermans' begrafenis. Er zijn geen filmbeelden bekend van Heijermans in levenden lijve.

### Toneel
- Dora Kremer, drama in vier bedrijven[a] (1893)
- Ahasverus (1893); eenakter. Vertaald als: Ahasver : Schauspiel in einem Aufzug door Paul Raché, 1904
- Vorstendom (1893); eenakter, later uitgebracht als Ego
- Fleo[b] (1894). Bevat ook: 'n Jodenstreek?. Eerder verschenen in De Gids, vol. 56, j. 1892, dl. 3, p. [181] - 229; Ahas-verus
- Puntje (1898); eenakter
- Het antwoord (1898); eenakter
- Ghetto, burgerlijk treurspel in 3 bedrijven (1898).[c] Vertaald als: The ghetto, a drama in four acts door Chester Bailey Fernald, 1899; Ghetto, pièce en trois actes door Jacques Lemaire et J. Schürmann, 1901
- Nummer tachtig, dramatische fantasie in één bedrijf[d] (1898); eenakter
- De onbekende (1899); eenakter
- De machien (1899); eenakter
- Het zevende gebod, burgerlijke zeden-komedie in vier bedrijven (1899).[e]  Vertaald als: Das siebente Gebot, bürgerliche Sittenkomödie in vier Akten door Egbert Soltau, 1903
- Eén Mei[f] (1900)
- Op hoop van zegen. Spel van de zee in 4 bedrijven (1900).[g]  Vertaald als: La bonne espérance. Jeu de la mer en quatre actes door Jacques Lemaire et J. Schurmann, 1902; Naděje : hra z námoří o 4 dějstvích door O.S. Vetti, 1902; Die Hoffnung auf Segen. eine Fischer-Tragödie in vier Akten door O. van Bergh, ca. 1902; Nadzieja : dramat rybacki w czterech obrazach door Jan Kasprowicz, 1902
- Het pantser (1901)[h] Vertaald als: Der Panzer, romantisches Soldatenspiel in drei Akten door Franziska de Graaff, 1902
- Ora et labora (1903)[i]
- Het kind (1903); eenakter[j]
- Het kamerschut (1903); eenakter
- Brand in de Jonge Jan (1903); eenakter
- Schakels (1903).[k]  Vertaald als: Kettenglieder, ein fröhliches Spiel am häuslichen Herd in vier Aufzügen, 1904
- Buren; eenakter
- Bloeimaand, spel-van-de-stad in drie bedrijven[l] (1903)
- Saltimbank; eenakter
- Allerzielen, een zinnebeeldig spel in drie bedrijven[m] (1904)
- Artikel 188 (1905)
- De meid[n] (1905)
- Feest, een gevangenisschets in één bedrijf (1906); eenakter[2]
- De dasspeld (1906); eenakter
- Verloving (1906)
- Uitkomst (1907)
- Vreemde jacht, een spel in drie bedrijven (1907)[3]
- De grote vlucht, satirieke komedie in vier bedrijven[o] (1908)
- De opgaande zon (1908)
- De schone slaapster (1909)
- Nocturne (1910); eenakter
- Verveling (1910); monodrama
- Beschuit met muisjes. Een familie-gebeurtenis in drie bedrijven (1910)[p]
- Glück auf! (1911)
- Brief in schemer (1914); eenakter
- De buikspreker (1914); eenakter
- Een heerenhuis te koop (1914); eenakter
- Robert en Bertram en Comp. (1914)
- Dageraad, verbeeldingsspel in 4 bedrijven[q] (1916)
- Eva Bonheur, een genoegelijk tooneelspel in 3 bedrijven[r] (1916)
- De wijze kater, een boosaardig sprookje in 3 bedrijven[s] (1917)
- No. 17, of: De noodlottige gelijkenis (1919).[4] Verwant aan De Wijze kater
- Pitten (1918); eenakter
- De vliegende Hollander, of De groote weddenschap. Een blijmoedig spel in vier bedrijven (1920)[t]
- Van ouds "De Morgenster". Tooneelspel in drie bedrijven (1923)[u]
- Intiem diner. levensschets (1924)[v]
- Dubbel graf. Levensschets (1924).[w]  Bevat ook: De straf; Aubade
- Het raadsel. Levensschets (1924).[x] Bevat ook: Schaduwspel; Klein verraad

Het verzameld toneelwerk verscheen in drie delen als Herman Heijermans Toneelwerken (red. G.A. van Oorschot, S. Carmiggelt, H.A. Gomperts, A. Koolhaas, H.H.J. de Leeuwe, H.S.F. Heijermans. Uitg. G.A. van Oorschot, Amsterdam, 1965)

### Proza
- 'n Jodenstreek? (1892); novelle. Vertaald als: Ein Judenstreich door R. Ruben, 1903
- Trinette, schets[y] (1892); novelle
- Fleo (1893); prozagedicht
- Schetsen van Samuel Falkland (1897-1914); schetsen, achttien delen
- Sabbath (1897); novelle
- Interieurs (1898); verhalen
- Kamertjeszonde. Herinneringen van Alfred Spier[z] (1896); roman
- Erezaken (1903)
- Diamantstad[aa] (1904); roman
- Kleine verschrikkingen (1904); schetsen
- Drijvende klompjes (1904); schetsen
- Gevleugelde daden (1905); schetsen
- Biecht eener schuldige. Aanteekeningen van een getrouwde vrouw[ab] (1905); dagboekroman
- Kleine vertelsels[ac] (1906); schetsen
- Wat niet kon  (1907); verhalen[ad]
- Joep's wonderlijke avonturen (1907); roman
- Berliner Skizzenbuch; schetsen
- Een wereldstad. Berlijnsche impressies en schetsen (1908)[ae]
- De roode Filibustier (1909); roman
- Duczika (1911); roman
- Droomkoninkje (1924); roman
- Levensschetsen (1924); verhalen
- Vuurvlindertje (1925); roman, onvoltooid
- De moord in de trein (1925); roman, onvoltooid, afgemaakt door A.M. de Jong

### Non-fictie
- Tooneel en maatschappij (1899); uiteenzetting
- De jonge gids[af] (1897-1901). Redacteur
- 24 Stunden in der Irrenanstalt (1910); brochure, alleen in Duitsland verschenen

## Secondaire literatuur

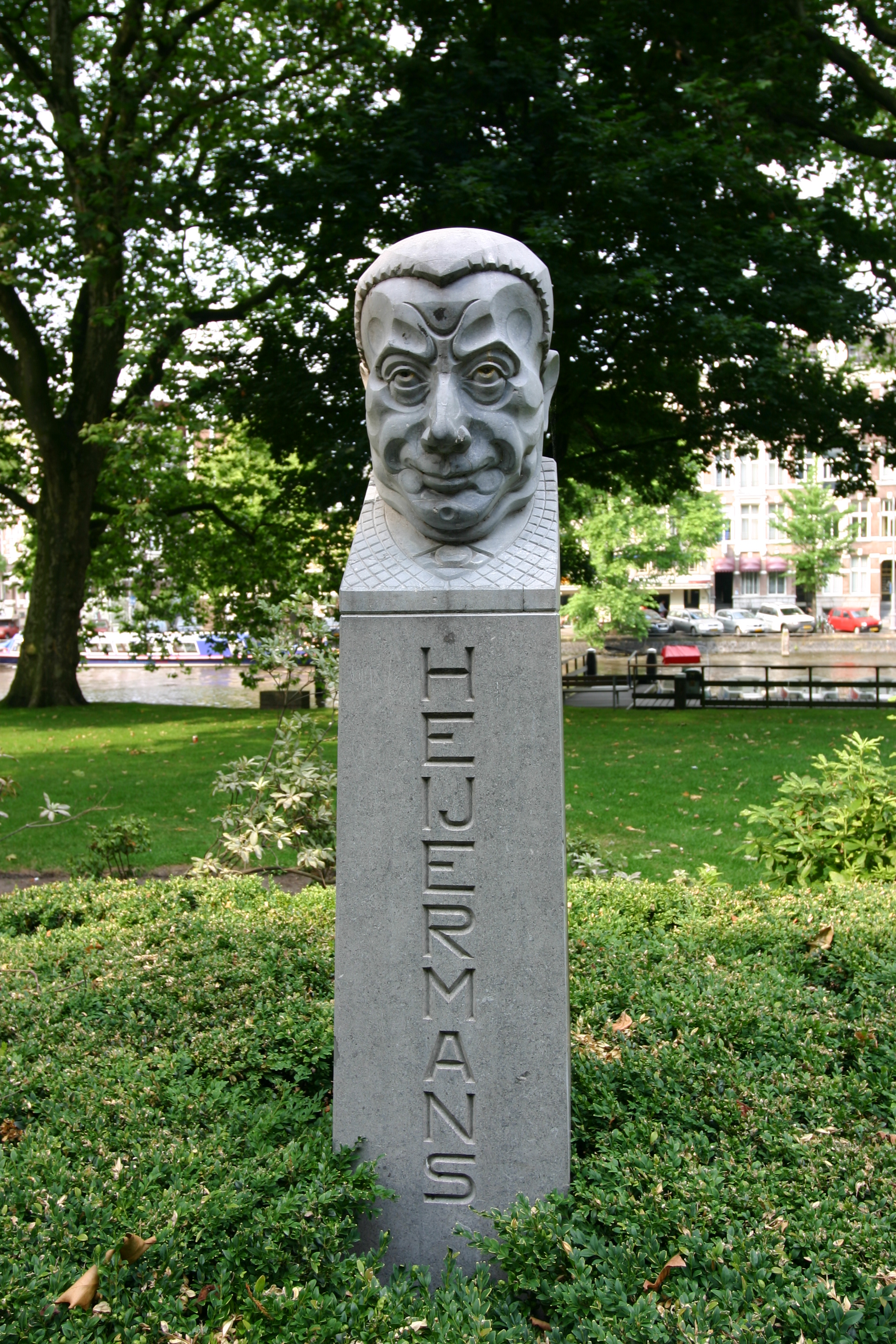
Buste van Herman Heijermans uit 1935 gemaakt door Joseph Mendes da Costa in Amsterdam

- 1927 - F. Hulleman: Heijermans-herinneringen
- 1934 - G. Karsten: Herman Heijermans, novellist, romancier, dramaturg
- 1949 - B. Groeneveld: Herman Heijermans
- 1954 - Seymour L. Flaxman: The dramatic work of Herman Heijermans
- 1964 - G. Borgers en anderen:Herman Heijermans. Schrijversprentenboek
- 1965 - Annie Heijermans-Jurgens:Herman Heijermans' laatste levensjaren
- 1967 - C.A. Schilp: Herman Heijermans
- 1971 - E. de Jong: Met waarachtige zorg. De toneelschrijver Herman Heijermans
- 1973 - Hermine Heijermans: Mijn vader Herman Heijermans; leven naast roem
- 1974 - Wim J. Simons (keuze en inleiding): Samuel Falkland. Schetsen en vertellingen
- 1996 - Hans Goedkoop: Geluk. Het leven van Herman Heijermans, universitair proefschrift, Arbeiderspers, Amsterdam